# ビット毎秒
ビット毎秒（ビットまいびょう）は、データ転送レート（JISの情報処理用語としてはビット速度、bit rate）の単位である。1秒間にデータ転送路上の仮想の、または物理的な地点を通過した（すなわち転送された）ビット数と定義される。モデムやルータ、シリアルATAやLANケーブルなどのデジタル通信機器で用いられる。bps（ビーピーエス、bit per second、ビットパーセカンド）とも。

## 用語
データ転送レート、ビット速度に相当する物理量は、（データ）転送率、転送速度、転送効率、伝送率、伝送速度、伝送効率、信号速度などとも呼ばれる。似た概念や用語として、コネクション速度、転送レート、通信路容量、スループット、帯域幅、スペクトル効率がある。
「速度」として表現されることもしばしば見られる。しかし、ビット毎秒は情報がどれだけ速く到着したか（伝送経路遅延）ではなく、単位時間にどれだけ多くのビットが通過したかを表す転送効率である。
「効率」を使った用語もあるが、データ転送には他にもさまざまな「効率」が問題になる箇所があり（データ圧縮、誤り訂正、変調方式など）、紛らわしい。
混同されることがあるが、変調レートであるボー (baud) とは異なる単位である。たとえば、1回の変調で2ビット送れば、bps値はボー値の2倍である。

## 記述のしかた
ビット毎秒は、ビット/秒と書いたり、英語の"bits per second"を略してbpsやb/sと書いたりする。通常は小文字で書く。
最近では、通信技術の進歩によって転送効率の高い機器が登場したので、次のような単位も用いられている。
- メガビット毎秒（Mbps, Mb/s、bpsの106倍）
- ギガビット毎秒（Gbps, Gb/s、bpsの109倍）
- テラビット毎秒（Tbps, Tb/s、bpsの1012倍）

コンピュータの分野ではキロ、メガ、ギガなどの接頭辞を、本来の意味から離れて210倍、220倍、230倍の意味として使用することがあるが、ビット毎秒については本来の103倍、106倍、109倍の意味で用いることが多い。
ビット毎秒の「毎秒」を省略して単に「ビット」と呼んだり、「ビット」さえも省略してその上に付く接頭辞だけで呼ぶこともある（「100メガビット毎秒」のネットワーク→「100メガ」ネットワークなど）。

## バイト毎秒
バイト/秒と書いたり、bを大文字にしてBpsまたはB/sと書くことによってバイト毎秒として扱われる場合も多い。それとの混同を防ぐため、先述のようにビット毎秒は原則として小文字で書く。通常、1バイトには8ビットのデータが含まれていることから、bpsの値を8で割るとBpsの値になる。例を下に記す。
- ADSLやFTTHなどで8Mbps、100Mbpsという表記があったとき、これらをバイト毎秒に換算すると、それぞれ1MBps、12.5MBpsとなる。
- 1KiBps=8192bps=8.192kbps。1kbpsはおよそ0.122KiBps。

しかし、1バイトを8ビットとして扱わない環境もあるので、情報通信の分野においてバイトという単位を使うことは不適切とされ、常に正確に8ビットを表すオクテットという単位が用いられることが多い。

## 使用例
非可逆圧縮を音声・映像データに使用するとき、元の信号との違いは圧縮歪みの形で表れる。これが主観的な品質に影響を及ぼすかどうか、それがどの程度であるかは、圧縮方式、エンコーダの処理能力、入力データの特徴、および受信者の圧縮歪みに対する認知度に依存する。圧縮歪みがどのように聞こえるものかよく知っている専門家は歪みに気づくかもしれないが、一般的な受信者はそれを気にしないことが多い。
下に挙げる値は、最新の圧縮技術を使用して一般的な受信者が参照標準よりも悪いとは思わない最低限のものである。同時にその他の代表的な使用例（媒体に記録する際に使用されるビット毎秒など）も挙げる。

### 音声
- 0.6 kbps - 軍用などで、音声を認識するための必要最低限な品質（MELPeなど特別仕様の音声エンコーダを使用した場合）
- 2.4 kbps - 軍用などで、音声を認識するための品質 (LPC-10e, MELP)
- 3.45 kbps - 携帯電話で実用化された最低限、PDCハーフレートの音質 (ARIB STD-27 PSI-CELP)
- 8 kbps - 携帯電話の音質 (G.729 Annex A CS-ACELP)
- 12.2 kbps - GSM (ACELP)、及び3G (AMR)の音質
- 32 kbps - 一般的な固定電話、及びPHSの音質 (G.726 ADPCM)。32 kbpsのMP3は「AMラジオ程度の音質」と喩えられる[注釈 4]
- 48 kbps（ステレオで96 kbps）- FMラジオの音質。48kbpsのMP3は「FMラジオ程度の音質」と喩えられる[注釈 4]
- 64 kbps - デジタル加入電話 (ISDN)の音質（G.711 μ-law対数量子化圧伸PCM）。高品位符号化ISDNの音質 (G.722 SB-ADPCM)。ワンセグの音声 (HE-AAC) の品質
- 144 kbps - 地上デジタル放送の音声の品質
- 232 kbps - YouTubeのHD画質モードの最高音質
- 264.6 kbps - AACの1チャンネル当たりの最大（44.1 kHzの場合）
- 320 kbps - MP3の最高音質
- 352 kbps - ATRAC3plusの最高音質 (44.1 kHz / 2 ch)
- 576 kbps - AACの1チャンネル当たりの最大（96kHzの場合）
- 640 kbps - Dolby Digitalの最高音質
- 1.4112 Mbps - オーディオ用CD (CD-DA) の音質（線形量子化非圧縮のリニアPCM）
- 1.5 Mbps - DTSの最高音質。非圧縮・48 kHz・16 bitのステレオ音声の音質
- 4.6 Mbps - 非圧縮・48 kHz・16 bitの5.1chサラウンド音声の音質
- 5.6448 Mbps - SACDのステレオの音質
- 6.1 Mbps - 非圧縮・48 kHz・16 bitの7.1chサラウンド音声の音質
- 16.9344 Mbps - SACDのマルチチャンネル (5.1ch) の音質
- 18 Mbps - Dolby TrueHDの最高音質（Blu-ray Discの場合）
- 24.5 Mbps - DTS-HD Master Audioの最高音質（Blu-ray Discの場合）、非圧縮・192 kHz・64 bitのステレオ音声の音質

### 映像
- 32 kbps - テレビ電話で話者を認識するために必要最低限な品質
- 64 kbps - 3G-324M (MPEG-4 Visual+AMR) のテレビ電話の最高品質
- 128 kbps - ワンセグの動画 (H.264) の品質
- 1.15 Mbps - ビデオCDのMPEG-1動画（映像のみ）の品質
- 1.374 Mbps - ビデオCDの品質（音声含む）
- 2 Mbps - YouTubeのHD画質モードの最高画質
- 9.8 Mbps - DVD-Videoに記録できる最高画質
- 10.08 Mbps - DVD-Videoに記録できる最高品質（音声・字幕データ等含む）
- 12 Mbps - BS・110度CSデジタル放送の標準放送の品質
- 15 Mbps - 地上デジタル放送のハイビジョン放送の品質
- 23 Mbps - BS・110度CSデジタル放送の2Kハイビジョン放送の品質
- 24 Mbps - AVCHD（H.264+AC-3）の最高品質
- 54 Mbps - BD-Videoに記録できる最高品質（音声・字幕データ等含む）
- 55 Mbps - MPEG-2の最高品質
- 100 Mbps - スーパーハイビジョンをH.265/MPEG-H Part 2/HEVC形式で圧縮したときの品質
- 128 Mbps - Ultra HD Blu-rayに記録できる最高品質（音声・字幕データ等含む）
- 144 Gbps - スーパーハイビジョンの動画非圧縮時の品質

### 媒体
- 50 bps - 国際テレックス網
- 31.25 kbps - MIDIケーブル
- 56 kbps - アナログ回線モデム (V.90) の最大（受信のみ）
- 1.2 Mbps - CDの1倍速
- 1.5 Mbps - USB Low Speed (USB1.0 - 1.1) の最大値
- 10.08 Mbps - DVDの1倍速
- 11.00 Mbps - UMDの1倍速
- 12 Mbps - USB Full Speed (USB1.0 - 1.1) の最大値
- 36 Mbps - Blu-ray Discの1倍速
- 100 Mbps - 100BASE-TX (Fast Ethernet) の最大値
- 400 Mbps - IEEE 1394a-2000の最大値
- 480 Mbps - USB High Speed (USB2.0) の最大値
- 800 Mbps - IEEE 1394bの最大値
- 1064 Mbps - IDE (Ultra ATA/133)の最大値
- 1.5 Gbps - シリアルATA 1.0の最大値
- 3 Gbps - シリアルATA 2.0 - 2.5の最大値
- 5 Gbps - USB Super Speed (USB3.0) の最大値
- 6 Gbps - シリアルATA 3.0の最大値
- 10 Gbps - Thunderboltの最大値（2013年には1 Tbpsを予定）・USB 3.1の最大値
- 20 Gbps - Thunderbolt 2の最大値

### 注意
技術の進歩、および使用するモードによって、比較対象の装置のうちのいくつかで使われている実際のビット毎秒の高低は異なる場合がある。また、音声・映像における品質は一般的なフォーマットに基づくもので、その他のフォーマットでは異なることがある。
- μ-lawやA-lawを使用した電話回線は、約64 kbps。
- DVD - 品質やソースによりビット毎秒が異なるが、通常は1 - 10.08 Mbpsの範囲になる。
- MD - 通常のMDなら292 kbps（モノラル時146 kbps）、MDLPの場合にはそれぞれLP2=132 kbps、LP4=66 kbps。Hi-MDではさらに選べるビット毎秒が増える。
- Blu-ray Disc - 36 Mbpsが1倍であるが、映像は2倍速の72 Mbpsまで対応する。